# سلفادور دي مادرياغا
سلفادور دي مادرياغا واي روجو (23 يوليو 1886 - 14 ديسمبر 1978)، هو دبلوماسي وكاتب ومؤرخ إسباني. رُشح لجائزة نوبل في الأدب، وجائزة نوبل للسلام. حصل على جائزة شارلمان في عام 1973.

## مسيرة حياته
تخرج دي مادرياغا بشهادة هندسة في باريس، فرنسا. ثم ذهب للعمل بصفته مهندس في شركة نورثرن سبانيش ريلواي، لكنه تخلى عن هذا العمل للعودة إلى لندن ليصبح صحفيًا يكتب باللغة الإنجليزية لصالح ذا تايمز. في هذا الوقت، بدأ نشر مقالاته الأولى. أصبح عضوًا صحفيًا في الأمانة العامة لعصبة الأمم في عام 1921، ورئيسًا لقسم نزع السلاح في عام 1922. وفي عام 1928، عُيِّن أستاذًا للغة الإسبانية في جامعة أكسفورد لمدة ثلاث سنوات، وخلالها كتب كتابًا حول علم النفس الوطني يُدعى الإنجليز والفرنسيين والإسبان.
في عام 1931، عُيّن سفيرًا للولايات المتحدة ومندوبًا دائمًا في عصبة الأمم، وهو المنصب الذي احتفظ به لمدة 5 سنوات. ترأس مجلس عصبة الأمم في يناير 1932، وأدان العدوان الياباني في منشوريا بعبارات صارمة لدرجة أنه كان يُطلق عليه «دون كيخوتي دي لا منشوريا». كان بين عامي 1932 و 1934، سفيرًا في فرنسا. في عام 1933، انتُخب في المؤتمر الوطني، حيث شغل منصب وزير التعليم ووزير العدل. ذهب في يوليو 1936، باعتباره ليبراليًا كلاسيكيًا، إلى المنفى في إنجلترا هربًا من الحرب الأهلية الإسبانية. ومن هناك، أصبح معارضًا صريحًا للجبهة القومية والدولة الإسبانية التابعة لفرانثيسكو فرانكو، كما نظم مقاومةً لها. في عام 1947، كان واحدًا من المؤلفين الرئيسيين لليبرالية في أكسفورد. شارك في مؤتمر لاهاي عام 1948 بصفته رئيسًا للجنة الثقافية وكان أحد مؤسسي كلية أوروبا عام 1949.
خلال حياته المهنية في الكتابة، كتب كتبًا ومقالات عن دون كيخوتي وكريستوفر كولومبوس وشاكسبير هاملت وتاريخ أمريكا اللاتينية. ناضل لصالح أوروبا الموحدة والمتكاملة. كتب بالفرنسية والألمانية وكذلك الإسبانية والغاليسية (لغته الأم) والإنجليزية. فاز في عام 1973 بجائزة كارلسبريز لمساهماته في الفكرة الأوروبية والسلام الأوروبي.  في عام 1976، عاد إلى إسبانيا بعد وفاة فرانثيسكو فرانكو. أُطلق اسم مؤسسة مادرياغا الأوروبية على اسمه، الأمر الذي أدى إلى تعزيز رؤيته لأوروبا الموحدة التي تعمل على جعل العالم أكثر سلامًا. سُميَت السنة الأكاديمية من 1979 إلى 1980 في كلية أوروبا على شرفه.

## حياته الشخصية
تزوج في عام 1912، من كونستانس أرشيبالد، وهي مؤرخة اقتصادية اسكتلندية. كان للزوجين ابنتان، نيفيس ماثيوز (1917-2003) والأستاذة الجامعية والمؤرخة إيزابيل دي مادرياغا (1919–2014). توفيت كونستانس في مايو 1970، وفي نوفمبر تزوج دي مادرياغا من إميليا سيكيلي دي راومان التي كانت سكرتيرة له منذ عام 1938. توفيت في عام 1991، عن عمر 83 عامًا.
كُشف عن لوحة زرقاء من أكسفوردشاير تكريمًا لسلفادور دي مادرياغا في شارع 3 إس تي أندرو، هيدينغتون، أكسفورد، من قبل ابنته إيزابيل في 15 أكتوبر 2011.

## وصلات خارجية
- سلفادور دي مادرياغا على موقع IMDb (الإنجليزية)
- سلفادور دي مادرياغا على موقع الموسوعة البريطانية (الإنجليزية)
- سلفادور دي مادرياغا على موقع مونزينجر (الألمانية)
- سلفادور دي مادرياغا على موقع إن إن دي بي (الإنجليزية)
- سلفادور دي مادرياغا على موقع كينوبويسك (الروسية)
- Madariaga – College of Europe Foundation
- Madariaga tennis Club in A Coruña.